# Nastasia Ionescu
Nastasia Ionescu   (Maliuc, 5 de març de 1954) és una piragüista romanesa, especialista en aigües tranquil·les, que va competir entre mitjans de la dècada de 1970 i mitjans de la de 1980.
Durant la seva carrera esportiva va prendre part en dues edicions dels Jocs Olímpics d'Estiu, el 1976 i 1984. En ambdues edicions fou quarta en la prova del K-2, 500 metres del programa de piragüisme. El 1984, a Los Angeles, també guanyà la medalla d'or en la prova del K-4, 500 metres formant equip amb Agafia Constantin, Tecla Marinescu i Maria Ştefan.
En el seu palmarès també destaquen una medalla de plata i cinc de bronze al Campionat del Món de piragüisme en aigües tranquil·les entre 1977 i 1983.